# David Sandberg
David Sandberg, född 23 december 1985 i Umeå, är en svensk manusförfattare, regissör och skådespelare, mest känd för succéfilmen Kung Fury från 2015, som genom Kickstarter samlade ihop en budget på omkring 4 miljoner kronor. Vid Guldbaggegalan 2016 prisades Sandberg i kategorin Bästa kortfilm för Kung Fury.

## Bakgrund
David Sandberg växte upp i Umeå där han under gymnasietiden studerade 3D-animation och visuella effekter. Efter gymnasiet flyttade han till Stockholm där han jobbade med att redigera musikvideor och reklamfilmer. Sandberg har uttryckt i en intervju att arbetet i Stockholm inte erbjöd någon kreativ frihet vilket gjorde att han vid 27 års ålder flyttade tillbaka till Umeå för att satsa på ett eget projekt vid namn Kung Fury.
För att finansiera projektet satte han upp en kickstarter som i slutändan samlade in 4,3 miljoner kronor, vilket vid den tiden var det största kickstarterprojektet i Sverige. Kung Fury hade världspremiär på Filmfestivalen i Cannes 2015 där den även tävlade i sektionerna Director's Fortnight och Queerpalmen. Inom tre dygn fick kortfilmen över 10 miljoner visningar på Youtube. På Guldbaggegalan 2016 prisades Kung Fury i kategorin Bästa kortfilm.
Strax efter premiären av Kung Fury började han planera ett långfilmsprojekt vid namn Kung Fury 2. Skådespelarensemblen till långfilmen utökades med kända namn som Michael Fassbender och Arnold Schwarzenegger. I slutet av 2019 bekräftade produktionsbolaget Laser Unicorns att inspelningen av Kung Fury 2 var färdig och att arbetet med filmen skulle fortsätta med visuella effekter. Filmen beräknas få USA-premiär i november 2023.

## Filmografi
- 2015 – Kung Fury